# Antoine-Jean Saint-Martin
Antoine-Jean Saint-Martin, född den 17 januari 1791 i Paris, död där den 17 juli 1832, var en fransk orientalist.
Saint-Martin studerade österländska språk under Silvestre de Sacy, särskilt koptiska och armeniska. Han utgav 1811 Notice sur l'Égypte sous les Pharéons, 1818—1822 Mémoires historiques et géographiques sur l'Armenie och 1820 Recherches sur l'époque de la mort d'Alexandre. Samma år blev han medlem av Académie des inscriptions, 1824 bibliotekarie hos kungen och inspektör över den orientaliska avdelningen av det kungliga tryckeriet. Vid Julirevolutionen miste han bägge dessa poster och dog två år efteråt i djupt armod. Långt efter hans död utkom Fragments d'une histoire des Arsacides (1888).